# Parque nacional del paso Shtam
El parque nacional del paso Shtam (en albanés, Parku Kombëtar Qafe-Shtame) es un parque nacional de Albania, declarado en el año 1996. El parque, con una superficie de 2000 ha (hectáreas). Se encuentra a unos 25 km (kilómetros) al noreste de la ciudad de Krujë. En este parque se encuentra la fuente «Reina Madre», que tiene aguas frescas que se dicen curativas.